# فيكتوريا كارول
فيكتوريا كارول (بالإنجليزية: Victoria Carroll)‏ هي فنانة وممثلة أمريكية، ولدت في 15 أكتوبر 1940 في فيلادلفيا في الولايات المتحدة.

## وصلات خارجية
- فيكتوريا كارول على موقع IMDb (الإنجليزية)
- فيكتوريا كارول على موقع قاعدة بيانات الفيلم (الإنجليزية)